# Palais des sports Robert-Oubron
Pour les articles homonymes, voir Palais des sports.
Le palais des sports Robert-Oubron, abrégé localement en « le Palais des Sports », est une salle omnisports située à Créteil. Elle peut accueillir de 1 676 à 2 398 spectateurs selon sa configuration. C'est la salle qu'utilise l'Union sportive de Créteil handball qui évoluait jusque-là au gymnase Paul-Casalis.

## Historique
Ce palais des sports est inauguré le 17 décembre 1988 en présence de Nelson Paillou, président du Comité national olympique sportif français. L'enceinte porte le nom d'un champion cycliste et de cyclo-cross, Robert Oubron, ancien membre de l'US Créteil.
Cette salle accueille également nombres d’événements sportifs (championnats du monde de lutte gréco-romaine en 2003, ou finale de la Coupe de France de handball masculin en 2002, par exemple), culturels (concerts, expositions, ou congrès de SOS Racisme en juillet 1993, notamment), religieux (synode catholique en 2014 en raison des travaux de la cathédrale Notre-Dame de Créteil) ou politiques (meetings électoraux). 
Parmi les artistes s'étant produits dans la salle, on peut citer Mano Negra le 9 avril 1991, Cheb Khaled le 30 octobre 1992, Yannick Noah le 22 octobre 1993, IAM le 9 juin 1994, Kool and the Gang, le 18 novembre 1994 et Paul Personne le 25 mars 1995.